# 1410
| [ Edytuj tabelę ]                          |                                                                                                  |
| Król Polski                                | - 1386 Władysław II Jagiełło 1434                                                                |
| Współksiążęta Andory                       | - 1396 Galcerà de Vilanova 1415 - 1398 Izabela 1412 - 1398 Archibald 1412                        |
| Król Anglii                                | - 1399 Henryk IV 1413                                                                            |
| Król Aragonii i Walencji, hrabia Barcelony | - 1396 Marcin I Ludzki 1410 - 1410 interregnum 1412                                              |
| Władca Azteków                             | - 1395 Huitzilíhuitl 1417                                                                        |
| Elektor Brandenburgii                      | - 1388 Jodok z Moraw 1411                                                                        |
| Książę Bawarii-Ingolstadt                  | - 1375 Stefan III 1413                                                                           |
| Książę Bawarii-Landshut                    | - 1393 Henryk XVI Bogaty 1450                                                                    |
| Książę Bawarii-Monachium                   | - 1397 Ernest 1438                                                                               |
| Książę Burgundii                           | - 1404 Jan bez Trwogi 1419                                                                       |
| Cesarz Bizancjum                           | - 1391 Manuel II Paleolog 1425                                                                   |
| Sułtan Brunei                              | - 1405 Muhammad 1415                                                                             |
| Cesarz Chin                                | - 1402 Yongle 1424                                                                               |
| Król Cypru                                 | - 1398 Janusz 1432                                                                               |
| Król Czech                                 | - 1378 Wacław IV Luksemburski 1419                                                               |
| Król Danii                                 | - 1387 Małgorzata I 1412 - 1396 Eryk Pomorski 1439                                               |
| Dalajlama                                  | - 1391 Gendun Drup 1474                                                                          |
| Władca Egiptu                              | - 1405 An-Nasir Faradż 1412                                                                      |
| Cesarz Etiopii                             | - 1382 Dawid I 1413                                                                              |
| Król Francji                               | - 1380 Karol VI 1422                                                                             |
| Król Gruzji                                | - 1407 Konstantyn I 1412                                                                         |
| Hrabia Holandii                            | - 1404 Wilhelm VI 1417                                                                           |
| Władca Inków                               | - 1410 Viracocha 1438                                                                            |
| Cesarz Japonii                             | - 1392 Go-Komatsu 1412                                                                           |
| Kalif                                      | - 1406 Al-Musta’in 1414                                                                          |
| Król Kastylii i Leónu                      | - 1406 Jan II Kastylijski 1454                                                                   |
| Patriarcha Konstantynopola                 | - 1397 Mateusz I 1410 - 1410 Eutymiusz II 1416                                                   |
| Władca Korei                               | - 1400 Taejong 1418                                                                              |
| Najwyższy książę litewski                  | - 1401 Jagiełło 1434                                                                             |
| Wielki książę litewski                     | - 1392 Witold 1430                                                                               |
| Cesarz Majapahitu                          | - 1389 Wikramawardhana 1429                                                                      |
| Sułtan Maroka                              | - 1398 Usman III 1421                                                                            |
| Książę Mediolanu                           | - 1402 Giovanni Maria 1412                                                                       |
| Wielki książę moskiewski                   | - 1389 Wasyl I 1425                                                                              |
| Król Nawarry                               | - 1387 Karol III Szlachetny 1425                                                                 |
| Król Norwegii                              | - 1387 Małgorzata I 1412 - 1396 Eryk Pomorski 1442                                               |
| Sułtan Omanu                               | - 1406 Machzum ibn al-Fallah 1435                                                                |
| Elektor Palatynatu                         | - 1398 Ruprecht III 1410 - 1410 Ludwik III 1436                                                  |
| Papież awinioński                          | - 1394 Benedykt XIII 1417                                                                        |
| Papież soborowy                            | - 1409 Aleksander V 1410 - 1410 Jan XXIII 1415                                                   |
| Papież                                     | - 1406 Grzegorz XII 1415                                                                         |
| Król Portugalii                            | - 1385 Jan I 1433                                                                                |
| Cesarz Rzymski (niemiecki)                 | - 1400 Ruprecht z Palatynatu 1410 - 1410 Zygmunt Luksemburski 1437                               |
| Kapitanowie Regenci San Marino             | - 1410 Vita di Corbello Bettino di Paolo 1410 - 1410 Michelino di Paoluccio Sante Lunardini 1410 |
| Despota Serbii                             | - 1402 Stefan IV Lazarević 1427                                                                  |
| Elektor Saksonii                           | - 1388 Rudolf III Saski 1419                                                                     |
| Król Szkocji                               | - 1406 Jakub I 1437                                                                              |
| Król Szwecji                               | - 1389 Małgorzata 1412 - 1396 Eryk XIII Pomorski 1439                                            |
| Król Tajlandii                             | - 1409 Intha Racha 1424                                                                          |
| Sułtan Turków                              | - 1402 bezkrólewie 1413                                                                          |
| Doża Wenecji                               | - 1400 Michele Steno 1413                                                                        |
| Król Węgier                                | - 1387 Zygmunt Luksemburski 1437                                                                 |
| Cesarz Wietnamu                            | - 1409 Trùng Quang Đế 1414                                                                       |
| Wielki mistrz zakonu krzyżackiego          | - 1407 Ulrich von Jungingen 1410 - 1410 Henryk von Plauen 1413                                   |

Rok 1410 / MCDX
stulecia: XIV wiek ~
XV wiek ~
XVI wiek

lata: 1400 «
1405 «
1406 «
1407 «
1408 «
1409 «
1410
» 1411
» 1412
» 1413
» 1414
» 1415
» 1420

## Wydarzenia w Polsce
- Luty – Wacław IV Luksemburski przewodniczył sądowi rozjemczemu pomiędzy Polską a zakonem krzyżackim w Pradze – niekorzystny dla strony polskiej wyrok nie został przez nią uznany.
- 19 czerwca – Jagiełło na zamku w Bodzentynie przyjmuje posłów od książąt pomorskich.

### Wielka wojna z zakonem krzyżackim
- 24 czerwca – minął termin rozejmu – wieczorem połączone załogi Inowrocławia i Brześcia Kujawskiego uderzyły na podtoruńskie posiadłości krzyżackie; główne siły Zakonu rozlokowano pod Świeciem w oczekiwaniu na rozwój wydarzeń.
- Ostatnie dni czerwca – porażka Heinricha von Plauena w potyczce ze starostą bydgoskim Januszem Brzozogłowym.
- 29 czerwca – siły polskie przekroczyły Wisłę pod Czerwińskiem.
- 3 lipca – pod Czerwińskiem wojska polskie Władysława Jagiełły przeprawiły się po moście pontonowym przez Wisłę, by połączyć się z wojskami litewskimi i ruszyć na państwo zakonne.
- 5 lipca – dowództwo armii polsko-litewskiej stacjonowało w Jeżewie koło Sierpca.
- 9 lipca – armia Jagiełły wkroczyła na terytorium Zakonu.
- 12 lipca – wypowiedzenie wojny Polsce przez Zygmunta Luksemburskiego; wojska polsko-litewskie zdobyły Działdowo.
- 13 lipca – Dąbrówno, miasto i zamek, zdobyte szturmem przez wojska sprzymierzone; Krzyżacy przemieścili swoje wojska z Lubawy w kierunku Frygnowa, Stębarka i Grunwaldu.
- 15 lipca – pod Grunwaldem Krzyżacy ponieśli klęskę w bitwie z armią polsko-litewską Władysława II Jagiełły.
- 17 lipca – Jagiełło zajął Olsztynek, dotarł do niego posłaniec biskupa warmińskiego, informując go, że biskup chce przejść pod jego władzę; Jagiełło ruszył na Malbork.
- 18 lipca – na zamek w Malborku przybył komtur Świecia Henryk von Plauen – ogłosił się namiestnikiem z nieograniczoną władzą do czasu zakończenia wojny i wyboru nowego mistrza; poddały się Jagielle Morąg, Olsztyn i Ostróda.
- 21 lipca – poddał się Dzierzgoń; w tych dniach poddały się też twierdze w Nidzicy, Lubawie, Nowym Mieście, Bratian i Przezmark.
- 25 lipca – początek bezskutecznego oblężenia Malborka przez Władysława Jagiełłę.
- 7 sierpnia – mieszczanie Torunia po trzytygodniowym oblężeniu poddali miasto królowi Władysławowi Jagielle.
- 31 sierpnia – oddziały polskie przejęły zamek w Grudziądzu – kasztelan poznański Mościc ze Stęszewa zarządcą.
- 19 września
  - Jagiełło wycofał się spod Malborka, Krzyżacy w kolejnych dniach i tygodniach odzyskali utracone wcześniej zamki.
  - Krzyżacy zajęli zamek w Ostródzie.
- 24 września – szlachcic pruski Piotr ze Sławkowa odbił Działdowo Siemowitowi IV i przekazał Krzyżakom.
- 29 września – Jagiełło wkroczył do Torunia.
- Październik – wojska Zygmunta Luksemburskiego pod dowództwem wojewody siedmiogrodzkiego Ścibora ze Ściborzyc najechały ziemię sądecką, spaliły Stary Sącz i przedmieścia Nowego Sącza, po czym zawróciły na Węgry.
- 10 października – bitwa pod Koronowem – zwycięstwo wojsk polskich w wojnie z zakonem.
- 31 października – zamek w Grudziądzu wrócił w ręce krzyżackie; tak samo stało się z innymi zamkami zdobytymi tego lata na Krzyżakach.
- 5 listopada – bitwa pod Tucholą.
- 26 listopada – bitwa pod Golubiem – Dobko Puchała wziął do niewoli członków inflanckiej gałęzi zakonu krzyżackiego podążających na pomoc Krzyżakom.
- 9 grudnia – został zawarty polsko-krzyżacki rozejm w Nieszawie.
- Gdańsk – Rada Miasta Gdańska postanowiła uznać władzę Władysława Jagiełły – Gdańsk uzyskał przywileje – w tym otrzymał okoliczne osady.
- Helena Korybutówna, bratanica Władysława Jagiełły, otrzymała księstwo pszczyńskie jako dożywocie – początek wyodrębnienia się ziemi pszczyńskiej.
- Bolesław I cieszyński objął Cieszyn.
- Mikołaj z Kozłowa wybrany rektorem Akademii Krakowskiej.

## Wydarzenia na świecie
- 17 maja – Baldassarre Cossa wybrany antypapieżem; przyjął imię Jana XXIII.
- 24 maja – Jan XXIII przyjął święcenia kapłańskie.
- 21 czerwca – realizując zobowiązania sojusznicze wobec Krzyżaków, król Węgier Zygmunt Luksemburski wypowiedział wojnę Polsce.
- 20 września – Zygmunt Luksemburski został wybrany królem Niemiec, pozostali elektorzy wybrali na antykróla Jodoka z Moraw.
- Jan Hus ekskomunikowany przez arcybiskupa Pragi.
- Pierre d’Ailly stworzył Imago Mundi.
- Eutymiusz II patriarchą Konstantynopola.
- W Genui powstał pierwszy bank publiczny.
- Albrecht Zetter wybrany burmistrzem Wiednia.
- Włoski architekt Filippo Brunelleschi skonstruował zegar z wykorzystaniem napędu sprężynowego (sprężyny spiralnej).

## Urodzili się
- data dzienna nieznana: 
  - Johannes Ockeghem, kompozytor holenderski (zm. 1497)
  - Ludwig von Erlichshausen, 31. wielki mistrz zakonu krzyżackiego (zm. 1467)
  - Masuccio Salernitano, włoski poeta (zm. 1475)
  - Petrus Christus, malarz flamandzki (zm. 1473)
  - William Sinclair, pierwszy earl Caithness (zm. 1484)

## Zmarli
- 16 marca – John Beaufort, pierwszy earl Somerset (ur. ok. 1371)
- 3 maja – Aleksander V, antypapież (ur. ok. 1339)
- 18 maja – Ruprecht z Palatynatu, elektor Palatynatu, król niemiecki (ur. 1352)
- 23 maja – Przemysław I Noszak, książę cieszyński z dynastii Piastów (ur. między 1332 a 1336)
- 31 maja – Marcin I Ludzki, król Aragonii, Sycylii i Walencji (ur. 1356)
- 15 lipca (bitwa pod Grunwaldem):
  - Ulrich von Jungingen, wielki mistrz Zakonu Szpitala Najświętszej Marii Panny Domu Niemieckiego (ur. 1360)
  - Johann von Sayn,komtur toruński (ur. ?)
  - Friedrich von Wallenrode, wielki marszałek Zakonu Szpitala Najświętszej Marii Panny Domu Niemieckiego (ur. ?)
  - Kuno von Lichtenstein, wielki komtur Zakonu Szpitala Najświętszej Marii Panny Domu Niemieckiego
  - Albrecht von Schwarzburg, komtur dzierzgoński oraz wielki szatny Zakonu Szpitala Najświętszej Marii Panny Domu Niemieckiego (ur. ?)
  - Eberhardt von Ippinburg, komtur chełmiński (ur. ?)
  - Paul Rulmann von Dadenberg, komtur bierzgłowski (ur. ?)
  - Burghard von Wobecke, komtur pokrzywnicki (ur. ?)
  - Wilhelm von Helfenstein, komtur grudziądzki (ur. ?)
  - Zygmunt von Ramungen, komtur gniewski (ur. ?)
- lipiec – Heinrich von Schwelborn, komtur tucholski.
- 20 lipca (prawdopodobnie) – Marquard von Salzbach, komtur pokarmiński (ur. ?)
- 20 lipca (prawdopodobnie) – Jurg Marszalk, kompan wielkiego mistrza Zakonu Szpitala Najświętszej Marii Panny Domu Niemieckiego Ulricha von Jungingena (ur. ?)
- 13 września – Izabela de Valois, księżniczka francuska, królowa Anglii w latach 1396–1400 (ur. 1389)

- data dzienna nieznana:
  - Beatrycze Portugalska, córka Ferdynanda I Portugalskiego, królowa Kastylii i Leónu, żona króla Juana I (ur. 1372)
  - John Badby, angielski męczennik (ur. ?)
  - Ludwik II Dobry, diuk Burgundii (ur. 1337)
  - Mateusz z Krakowa, polski reformator (ur. 1335)
  - Włodzimierz Chrobry, – kniaź borowsko-sierpuchowski i moskiewski, wnuk Iwana Kality, zięć Olgierda (ur. 1353)